# 41e parallèle nord
Pour les articles homonymes, voir 41e parallèle.
En géographie, le 41e parallèle nord est le parallèle joignant les points de la surface de la Terre dont la latitude est égale à 41° nord. Il traverse l'Europe, l'Asie, l'océan Pacifique, Amérique du Nord, et l'océan Atlantique.

## Frontières
Aux États-Unis, le 41e parallèle nord définit une partie de la frontière entre le Wyoming et l'Utah, la totalité de celle entre le Wyoming et le Colorado, et une partie de celle entre le Nebraska et le Colorado.